# Гильтер, Исидор Альбертович
Исидор Альбертович (Израиль Абович) Гильтер (1 мая 1902, Киев — 12 января 1973, Москва) — советский архитектор.

## Биография
Родился 1 мая 1902 года в Киеве. В 1921 году окончил Киевский политехнический институт. В 1923 году окончил Киевский архитектурный институт. В 1923—1927 годах обучался в Высшем художественно-техническом институте в Ленинграде (бывш. Императорская Академия художеств). Участвовал в работе Ленинградского отделения Объединения архитекторов-урбанистов (АРУ). В 1933 году вступил в Союз архитекторов СССР.
В 1934—1940 годах — доцент Ленинградской Академии художеств. В 1930—1941 годах — доцент Всесоюзных курсов повышения квалификации в Ленинграде. В 1941—1945 годах — преподаватель Художественного училища Совета Министров Туркменской ССР. С 1946 года — доцент МВХПУ.
Умер в Москве 12 января 1973 года.

## Проекты и постройки

### Осуществленные
- Выборгская фабрика-кухня Л. С. П. О. на пр. Карла Маркса (1928—1929 гг.; соавторы: А. К. Барутчев, И. А. Меерзон, Я. О. Рубанчик; гл. инж. А. Г. Джорогов)
- Кировский универмаг и фабрика-кухня Московско-Нарвского района на площади Стачек (1929—1931 гг.; соавторы: А. К. Барутчев, И. А. Меерзон, Я. О. Рубанчик; гл. инж. А. Г. Джорогов)
- Фабрика-кухня Василеостровского района на Большом проспекте В. О., д. 68[4]

- Выборгская фабрика-кухня
- Кировский универмаг

### Неосуществленные
- Центральный парк культуры и отдыха на Крестовском острове в Ленинграде (конкурс всесоюзный; 4-я премия; соавторы: А. К. Барутчев, И. А. Меерзон, Я. О. Рубанчик)
- Ботанический музей на Аптекарском острове (конкурс; 4-я премия; соавторы: А. К. Барутчев, И. А. Меерзон, Я. О. Рубанчик; худ. А. В. Кручинин)
- Дом Красной армии и флота в Кронштадте (1934 г.; конкурс закрытый, III-й тур; соавторы: А. К. Барутчев, И. А. Меерзон, Я. О. Рубанчик)
- Комплекс Академии наук СССР в Москве (1934 г.; конкурс закрытый; соавторы: А. К. Барутчев, И. А. Меерзон, Я. О. Рубанчик)
- Театр в Сочи — Мацесте (1934 г.; соавторы: А. К. Барутчев, И. А. Меерзон, Я. О. Рубанчик)
- Дом национальных искусств Дагестанской АССР в Махачкале (1936 г.; соавторы: А. К. Барутчев, И. А. Меерзон, Я. О. Рубанчик)

### Архивные источники
- НБА АХ СССР